# صدف لانه‌زنبوری مک‌گینت
صدف لانه‌زنبوری مک‌گینت (نام علمی: Hyotissa mcgintyi) نام یک گونه از سرده صدف‌های لانه‌زنبوری است.